# Bernhard Petruschke
Bernhard Petruschke (* 6. April 1910 in Grünberg in Schlesien; † 1. Januar 2005 in Kleinmachnow) war ein deutscher Motorradrennfahrer.

## Karriere
Bernhard Petruschke kam im schlesischen Grünberg als Sohn eines Gärtners zur Welt und erlernte den Beruf des Zimmermanns. Im Alter von 17 Jahren machte er den Auto- und Motorradführerschein und übte fortan sein Können mit Gleichgesinnten auf den Straßen seiner Heimat. Im Jahr 1931 feierte er beim Riesengebirgsrennen in Schreiberhau auf einer 500er-Maschine seinen ersten Rennsieg.
In den folgenden Jahren betätigte sich Petruschke, der mittlerweile nach Berlin übergesiedelt war, als Amateurrennfahrer bei zahlreichen Berg- und Bahnrennen. Er besaß zwei englische Rudge-Maschinen mit 350 bzw. 500 cm³ und arbeitete sich damit bis 1936 in die Spitzengruppe der deutschen Privatfahrer vor. 1934 siegte der eher introvertierte Petruschke beim Feldbergrennen am Großen Feldberg im Taunus in der Klasse bis 500 cm³. Im selben Jahr wurde er hinter Ernst Loof Deutscher Vizemeister der Bergfahrer in den Klassen bis 250 und bis 350 cm³. 1935 holte er sich auf seiner Rudge hinter Oskar Steinbach (NSU) den Vizetitel in der 350er-Klasse der Deutschen Straßenmeisterschaft ex aequo mit Werner Mellmann (NSU).
In der Saison 1937 startete Petrus, wie er oft genannt wurde, erstmals als Werksfahrer für DKW und trat vornehmlich in der 250-cm³-Klasse an. Bereits bei ersten Meisterschaftslauf, dem Eilenriederennen in Hannover musste er sich nur knapp seinem erfahrenen Teamkollegen Walfried Winkler geschlagen geben. Auch beim Kölner Stadtwaldrennen, auf der AVUS in Berlin und auf dem Nürburgring wurde Petruschke Zweiter. Im Juli 1937 gewann er mit dem Großen Preis von Belgien in Spa-Francorchamps in der 175-cm³-Kategorie seinen ersten Grand Prix. Weiterhin wurde er hinter Ewald Kluge Deutscher Vizemeister in der Viertelliterklasse.
1938 siegte Petruschke in den 175er-Läufen um den Großen Preis der UMF sowie den Großen Preis von Deutschland, der auf dem Sachsenring in Hohenstein-Ernstthal stattfand. In der erstmals aus mehreren Läufen bestehenden Motorrad-Europameisterschaft 1938 dominierte der Zschopauer Hersteller mit der ULD 250 die Viertelliterklasse. Petrus belegte in der Gesamtwertung hinter seinem Teamkollegen Ewald Kluge den zweiten Rang und wurde in acht Rennen fünf Mal Zweiter hinter Kluge. Beim letzten Lauf der Deutschen Meisterschaft, dem Kurpfalzrennen in Hockenheim besiegte der mittlerweile schon ewige Zweite seinen Teamkollegen Kluge in einem offenen Rennen und sicherte sich den Sieg in der 250-cm³-Kategorie.
1939 konnte Bernhard Petruschke den EM-Erfolg wiederholen, wiederum hinter dem dominierenden Ewald Kluge. Beim 250er-Meisterschaftslauf Rund um Schotten errang er seinen einzigen bedeutenden Sieg des Jahres. Danach musste er seine Karriere wegen des Zweiten Weltkrieges unterbrechen.
Nach dem Krieg wurde Petruschke 1948 mit einer 350-cm³-DKW Zweiter in der Gesamtdeutschen Meisterschaft hinter Wilhelm Herz (NSU). Es folgten 1951 und 1952 zwei Siege bei Rennen auf der Halle-Saale-Schleife auf einer 125er DKW. 1953 und 1954 holte sich Petruschke auf IFA mit Siegen am Sachsenring und auf dem Schleizer Dreieck zweimal die 125-cm³-DDR-Meisterschaft. Er startete aber nach wie vor auch in Westdeutschland und gewann auf einer Achtelliter-IFA 1953 das ADAC-Schauinsland-Rennen vor Hubert Luttenberger, Xaver Heiß (beide MV Agusta) und Friedrich Rückert (Puch).
Nach dem Ende seiner aktiven Laufbahn im Jahr 1955 arbeitete Petruschke unter anderem als Rennleiter für MZ.
Bernhard Petruschke starb am 1. Januar 2005 im Alter von 94 Jahren in seiner Wahlheimat Kleinmachnow.

## Statistik

### Erfolge
- 1938 – 250-cm³-Vize-Europameister auf DKW
- 1939 – 250-cm³-Vize-Europameister auf DKW
- 1953 – 125-cm³-DDR-Meister auf IFA
- 1954 – 125-cm³-DDR-Meister auf IFA

### Rennsiege
| Jahr | Klasse  | Maschine | Rennen                             | Strecke                             |
| ---- | ------- | -------- | ---------------------------------- | ----------------------------------- |
| 1937 | 175 cm³ | DKW      | Großer Preis von Belgien           | Spa-Francorchamps                   |
| 1938 | 175 cm³ | DKW      | Großer Preis der UMF               | Circuit de la Promenade des Anglais |
| 1938 | 250 cm³ | DKW      | Schweizer TT                       | Bremgarten                          |
| 1938 | 175 cm³ | DKW      | Großer Preis von Deutschland       | Sachsenring                         |
| 1938 | 250 cm³ | DKW      | Kurpfalzrennen                     | Kurpfalzring                        |
| 1939 | 250 cm³ | DKW      | Wiener Höhenstraßenrennen          | Wiener Höhenstraße                  |
| 1939 | 250 cm³ | DKW      | Rund um Schotten                   | Schottenring                        |
| 1951 | 125 cm³ | DKW      | Halle-Saale-Schleifen-Rennen       | Halle-Saale-Schleife                |
| 1952 | 125 cm³ | DKW      | Halle-Saale-Schleifen-Rennen       | Halle-Saale-Schleife                |
| 1952 | 125 cm³ | IFA      | Großer Preis der Tschechoslowakei  | Masaryk-Ring                        |
| 1954 | 125 cm³ | IFA      | Internationales Sachsenring-Rennen | Sachsenring                         |
| 1954 | 125 cm³ | IFA      | Schleizer Dreieckrennen            | Schleizer Dreieck                   |

### In der Motorrad-Weltmeisterschaft
| Saison | Klasse  | Motorrad | Rennen | Siege | Podien | Punkte | Ergebnis |
| ------ | ------- | -------- | ------ | ----- | ------ | ------ | -------- |
| 1955   | 125 cm³ | IFA      | 1      | –     | –      | 2      | 13.      |
| Gesamt | Gesamt  | Gesamt   | 1      | –     | –      | 2      |          |

## Verweise